# Boulevard Adolphe-Pinard
Le boulevard Adolphe-Pinard est un boulevard du 14e arrondissement de Paris. 

## Situation et accès
Le côté sud (pair et seul numéroté) du boulevard marque la limite entre la ville de Paris et la ville de Malakoff. Il est actuellement situé de l'autre côté du boulevard périphérique.
En partant de l'ouest, cette voie de communication rencontre notamment l'avenue Pierre-Larousse, la rue Julia-Bartet, la place de la République, le carrefour de la rue de la Tour et de la rue Gambetta, la rue Victor-Hugo et l'avenue Pierre-Brossolette.
Ce site est desservi par la station de métro Porte de Vanves.

## Origine du nom

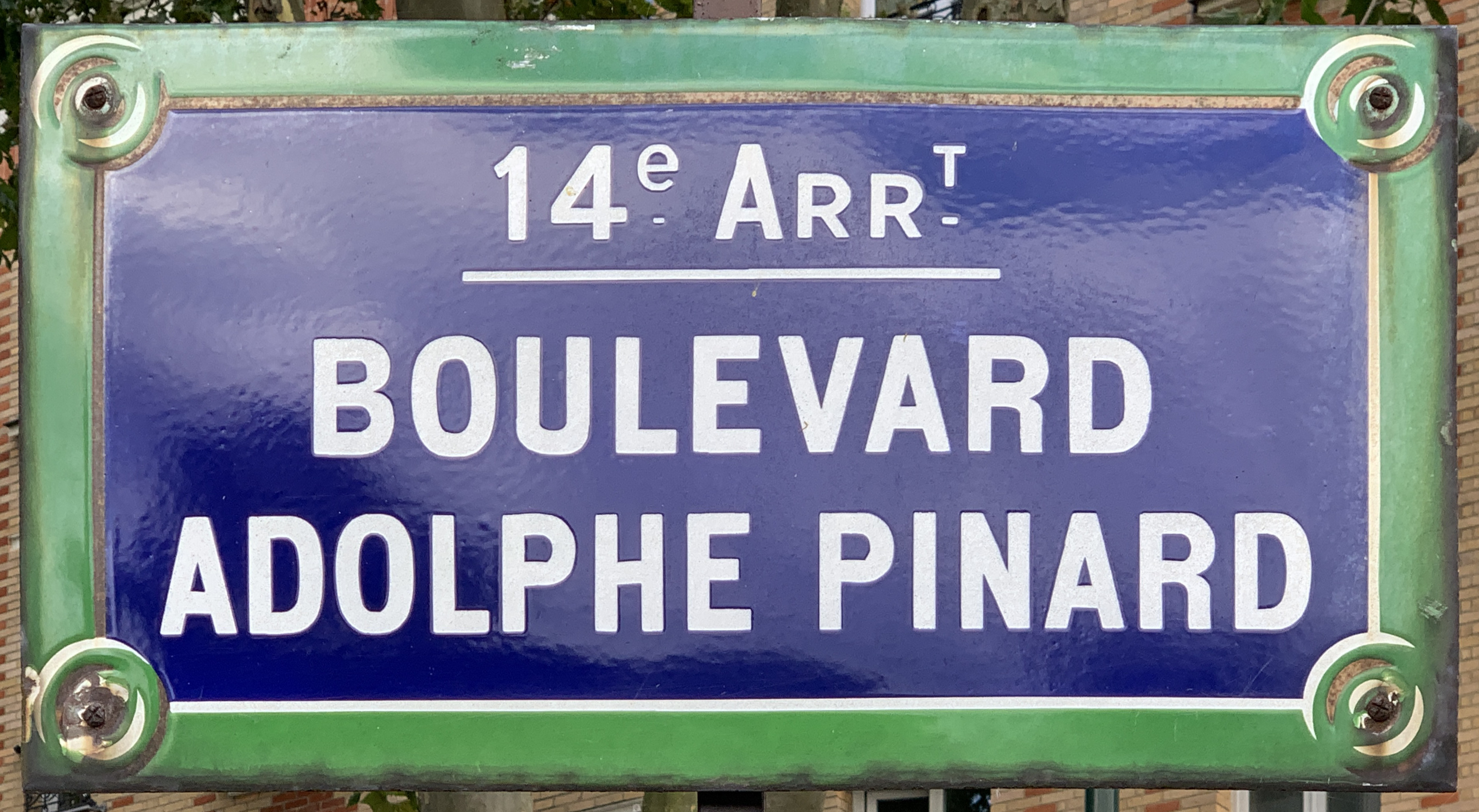
Plaque du boulevard.

Il doit son nom à Adolphe Pinard (1844-1934), médecin français, membre de l'Académie de médecine, fondateur de l'École de puériculture de la Faculté de médecine, qui est située dans le voisinage.

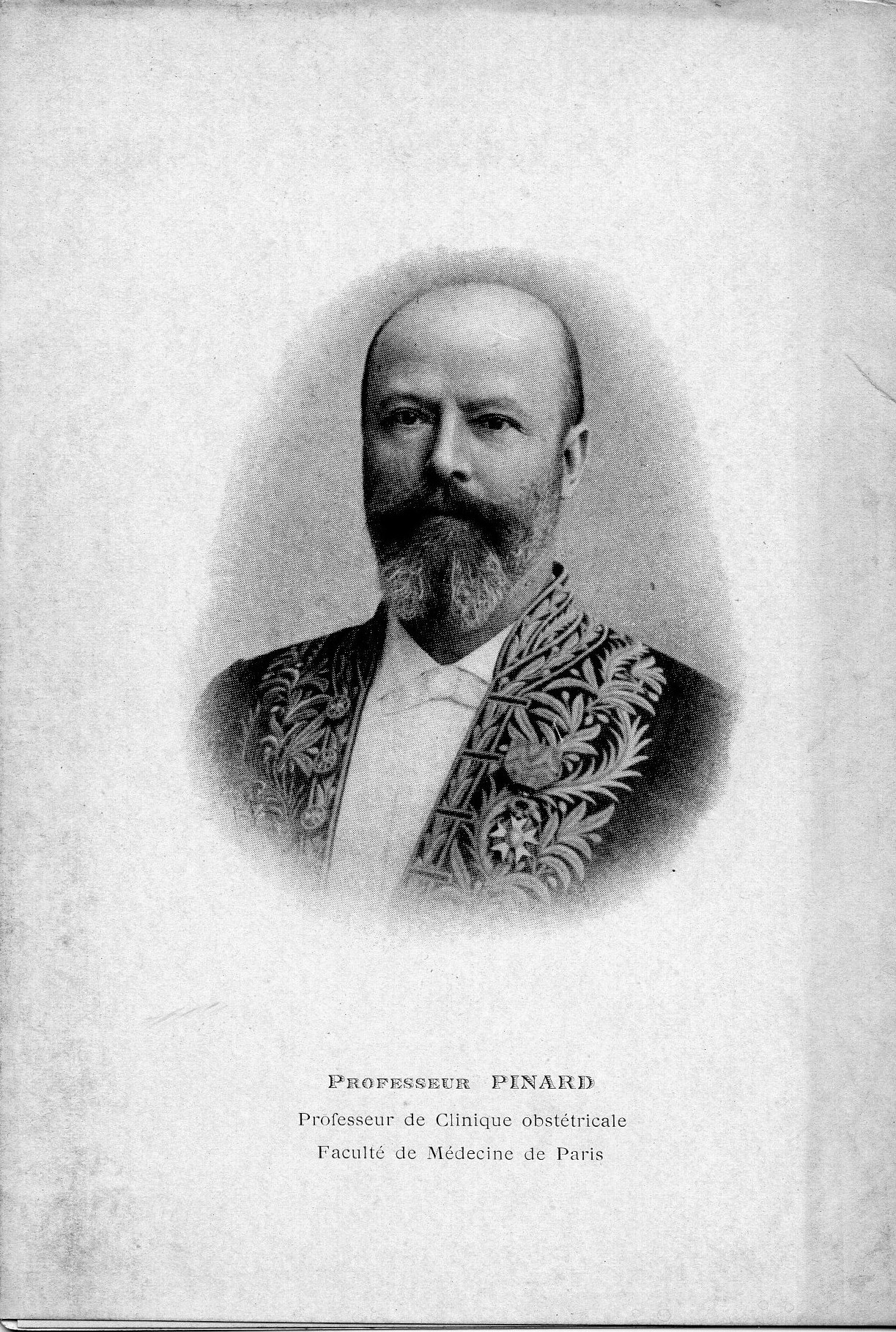
Le professeur Pinard, vers 1906.

## Historique
Le boulevard a été ouvert en 1948, sous le nom de « rue Dépinoy », sur une partie de la Zone non ædificandi du territoire de Malakoff annexée par la ville de Paris par décret du 3 avril 1925. Il a ensuite été réaménagé en 1962 lors de la construction du boulevard périphérique.

## Bâtiments remarquables et lieux de mémoire
- No 84 : Bureau du Tibet.

Ancien immeuble de l'INSEE.

- No 18 : Institut national de la statistique et des études économiques (INSEE) jusqu'en 2018.